# 澄江化石地
澂江化石地位于中华人民共和国云南省澄江市，占地512公頃，距今约5.20億到5.25億年，产出地层主要集中於黑林铺组帽天山页岩段。澂江化石地是保存完整的寒武纪早期古生物化石群，共涵盖16个门类、近300个物种化石。同时由于化石埋藏地质条件特殊，不但保存了生物硬体化石，而且保存了非常罕见的清晰生物软体印痕化石。它的特点是動物体内沒有礦物质的軟組織部份保存得非常好，例如表皮、纤毛、眼睛、肠胃、消化道、口腔、神经等。其中，丰娇昆明鱼是已知最古老的脊椎动物，化石在5亿3千万年前寒武纪的地层被发现，似乎有著由软骨构造的头颅骨及骨骼。
澄江生物群发现於1984年，并于2012年入选联合国教科文组织世界遗产名录。比加拿大的伯吉斯動物群（年代约5.05亿年）丰富，而且年代方面更早一千萬年。
澄江生物群提供了寒武纪海洋生物的记录，从而为科学家们研究5.3亿年前寒武纪生命大爆发这一重要的地球生物演化时期提供了研究载体。澄江生物群也成为了骤变说等对达尔文线性进化论挑战理论的证据之一。

## 历史
澄江化石產區位於雲南省玉溪市澄江市。 澄江市位於雲南省省會昆明市東南方60公里處。 
20世紀初，法國研究人員奧諾雷·蘭特努瓦（Honoré Lantenois）、雅克·德普拉茲（Jacques Depraz）和亨利·满苏（Henri Mansuy）對澄江帽天山周圍地區進行了化石生物來源地的調查。 在這次調查中，首次發現發現了軟體生物的化石，也報導了寒武紀昆明虫(Kunmingella)的存在，但沒有受到太多關注。他們於1912 年描述了這些化石，即查尔斯·都利特·沃尔科特(Charles Walcott) 首次發表有關伯吉斯頁岩的論文的第二年。
此后，有多批学者对帽天山的岩层进行了研究，并发现了一些软躯体标本，但并未得到充分的调查研究。
直到1984年，擔任雲南大學澄江生物群研究中心主任的侯先光教授才認識到該地區古生物學的真正意義。此前，他曾任中國科學院南京古生物研究所教授。
1984年7月1日，中国科学院南京地质古生物研究所研究员侯先光在澄江县帽天山发现了纳罗虫化石，向人类揭示沉睡了5.3亿年的寒武纪早期世界。
1990年代，南京地质古生物研究所开始进行系统调查，1999年，西北大学舒德干教授发现了昆明魚属(Myrokunmingia)和海口魚属(Haikouichthys)两种脊椎动物的化石，颠覆了传统观念寒武纪时期没有脊椎动物。 关于这一发现的论文发表在《自然》杂志上，但侯先光等人后来表达了海口魚属应被视为与昆明魚属同一属的观点。 
1997年5月，云南省政府将帽天山及其周边18平方公里的范围列为省级自然保护区。
2001年，澄江动物化石群保护区被批准为首批国家地质公园。
2012年，澄江化石地被聯合國教科文組織列為世界遺產。

### 註冊名稱
世界遺產的正式註冊名稱為「Chengjiang Fossil Site」（英文）和「Site Fossilifère de Cheng Jiang」（法文）。 此外，聯合國教科文組織世界遺產中心也為該遺址單獨公佈了中文名稱「澄江化石遺址」。

## 图片

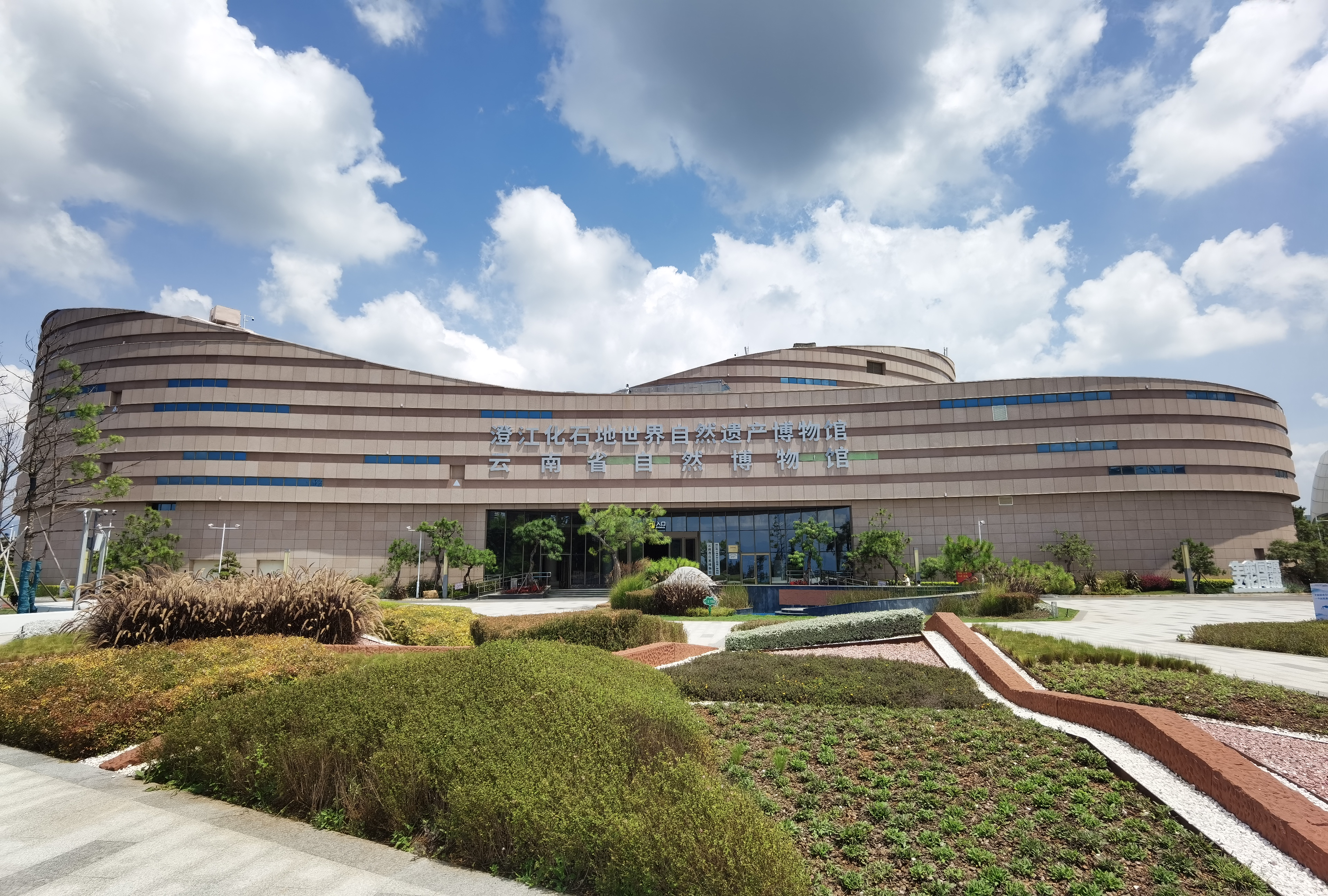
澄江化石地世界自然遗址博物馆
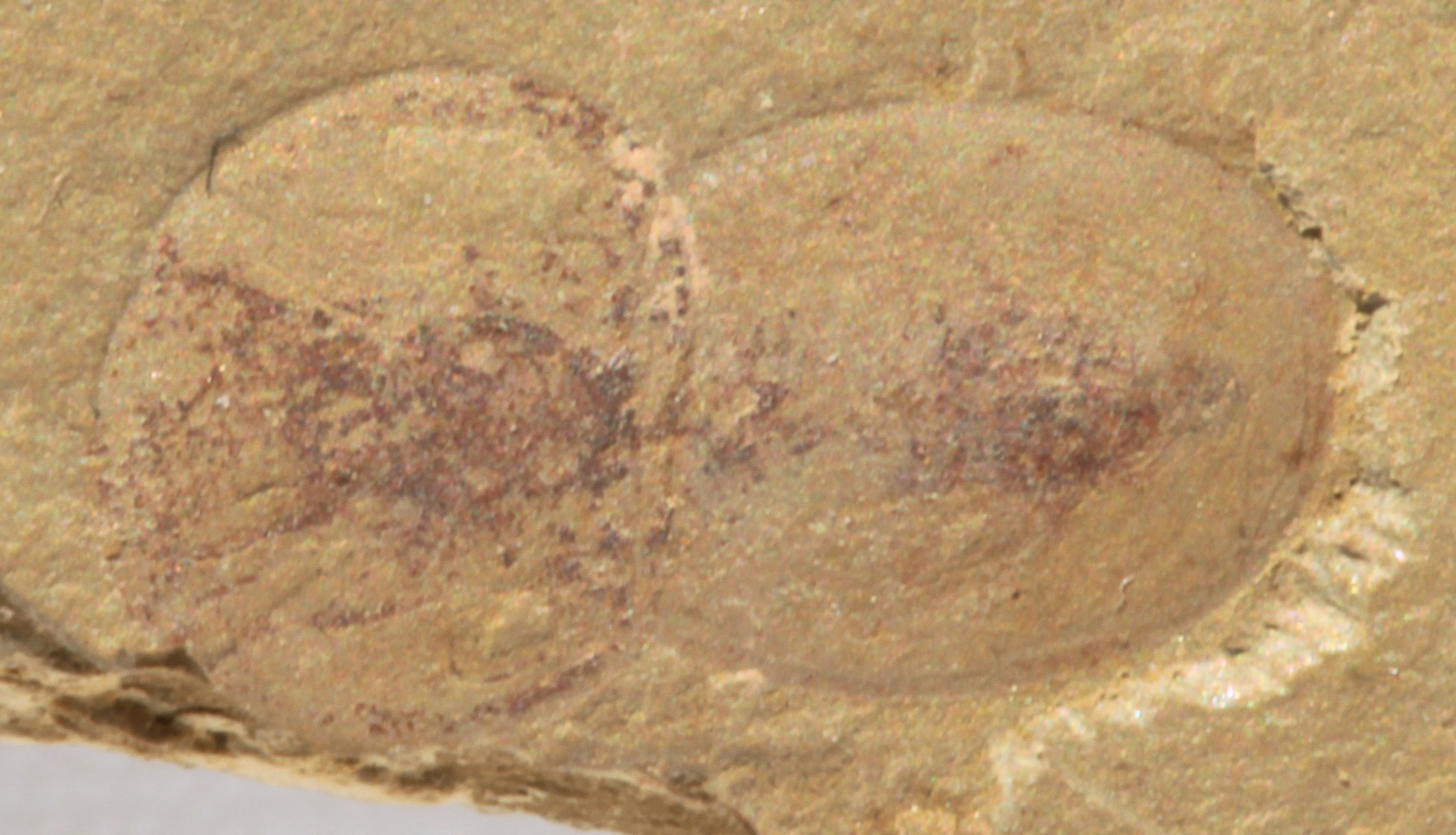
长尾周小姐虫（Misszhouia longicaudata）
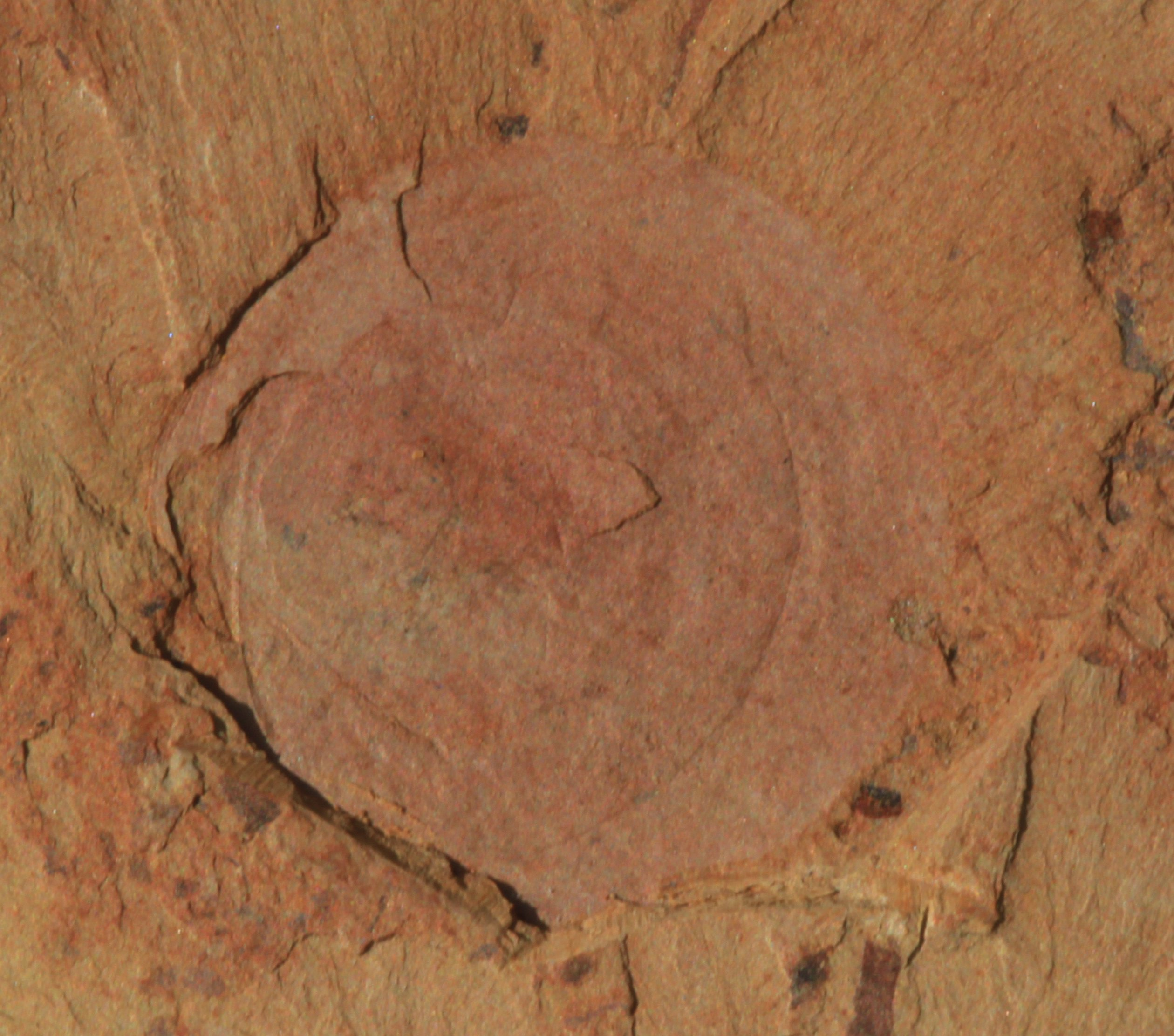
日射水母贝（Heliomedusa orienta）
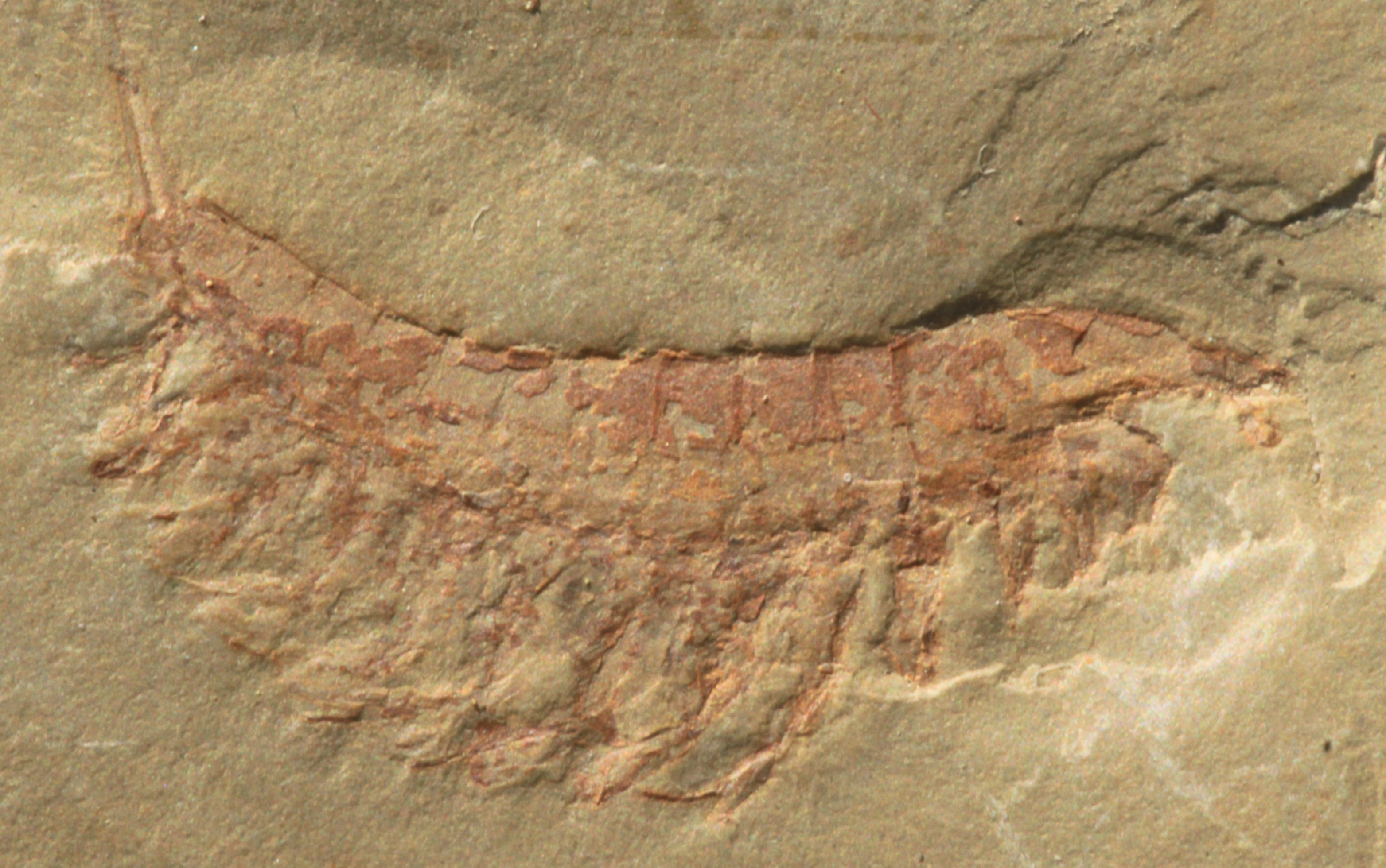
迷人林喬利虫（Leanchoilia illecebrosa）
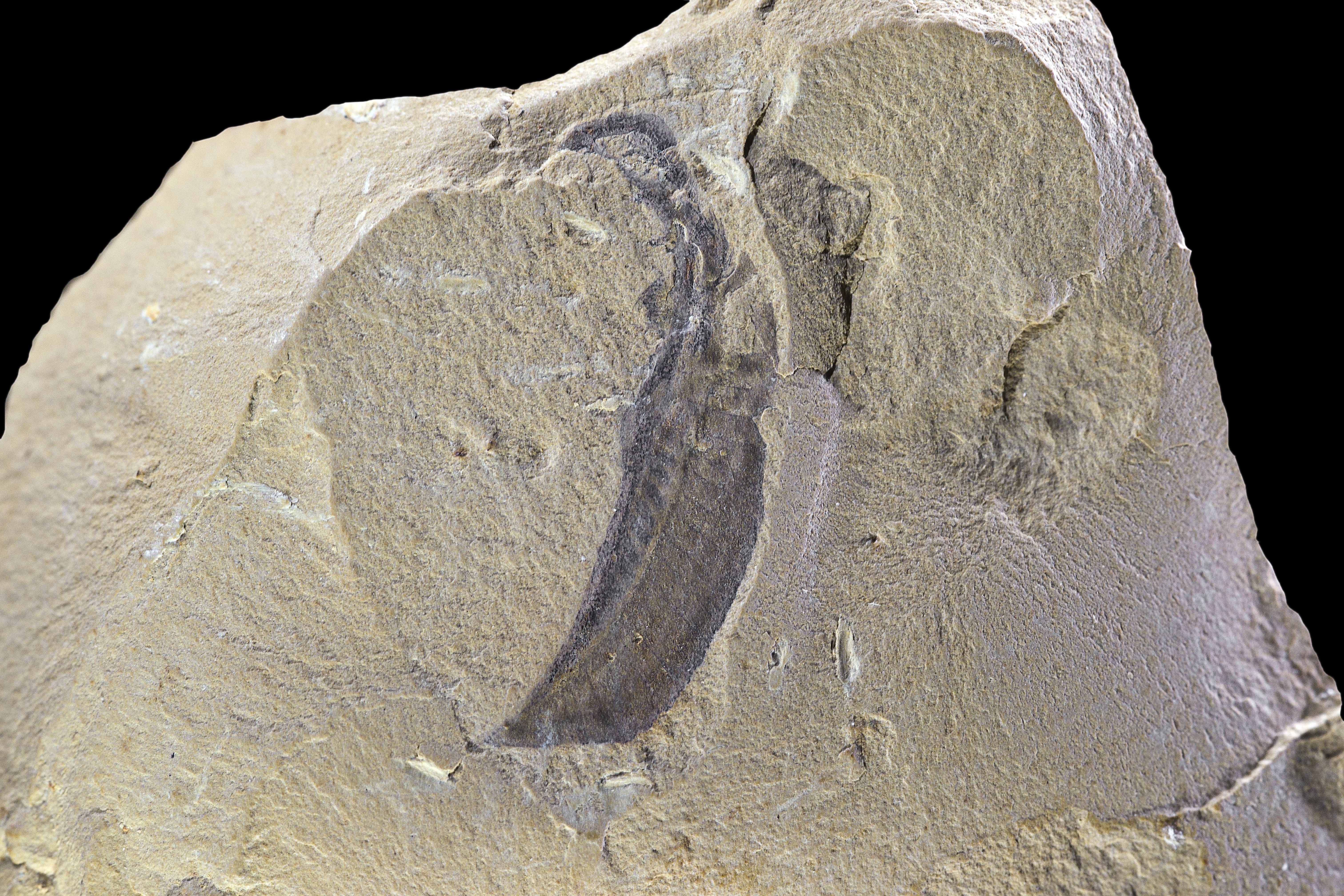
矛形海口蟲（Haikouella lanceolata）
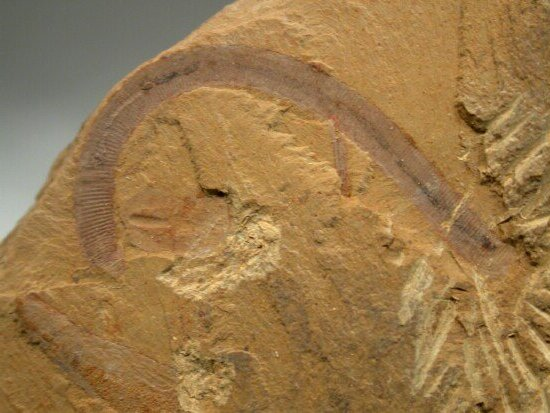
圓筒帽天山蟲（Maotianshania cylindrica）
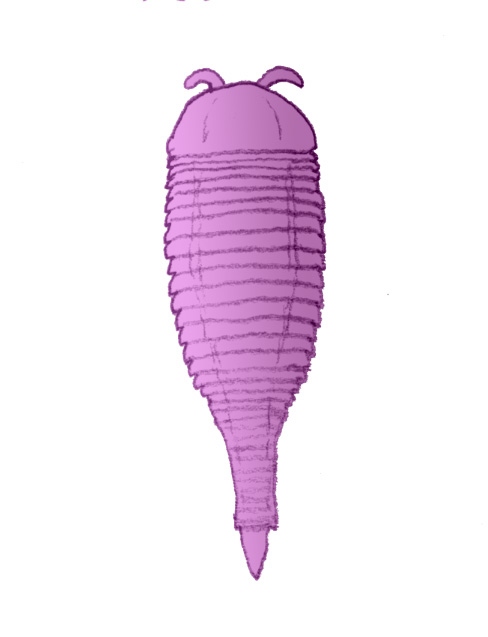
撫仙湖蟲（fuxianhuia）
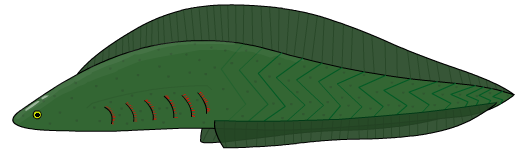
丰娇昆明鱼（Myllokunmingia fengjiaoa）的还原视图。